# 天魔黑兔
《天魔黑兔》（日語：いつか天魔の黒ウサギ），簡稱，是日本作家鏡貴也撰寫的輕小說作品。由榎宮祐負責插圖。由富士見書房的富士見Fantasia文庫於2008年11月開始出版。
Marine Entertainment曾推出廣播劇CD，於2009年12月30日發售。
2010年10月20日發售的《紅月光的學生會室2》 （页面存档备份，存于）發表關於動畫版企劃進行中的消息，2011年1月正式宣布製作電視動畫。

## 劇情簡介
整天無所事事的宮阪高中一年級學生鐵大兔，年幼時與擁有強大魔力的上古魔法師賽托希梅亞相遇，兩人訂下契約後，鐵大兔被希梅亞在體內注入「毒」，得到「只要15分鐘內不被連續殺7次就不會死」的詛咒，校園逆奇幻物語正式開幕。

## 登場人物

### 宮坂高等學校

#### 學生會
鐵大兔（聲優：梶裕貴 / 立花慎之介、嶋村侑（幼年））
本作的主角。有一個妹妹叫唯香，是希梅亞的「犧者」。幼時和上古魔法师——賽托希梅亞相遇，被注入了毒，得到了“只要15分鐘内不被連續殺7次就不會死”的詛咒。屬於1年3組，為宮坂高校學生會委員。超級喜愛電玩。他好人的程度已經成為無藥可救的笨蛋。喜歡賽託希梅亞的同時，也喜歡時雨遙。因學生會工作繁忙的緣故使大兔於期未試所考核的十一個科目當中沒有一科合格。經過空手道受傷事件而認為自己是平凡得不能再平凡的平凡人。
賽託希梅亞（沙系希梅亞）（聲優：井上麻里奈 / 高本惠）
本作的女主角。大兔的主人。屬於1年3組，為宮坂高校學生會委員。有著強大魔力的上古魔法師，能熟練使用所有的魔法，卻為了大兔而失去大部分的魔力。淺桃色的秀髮在陽光的照耀下閃爍著七彩的光芒，深紅色的眼睛中閃耀著慧黠的光芒，並擁有一身雪白得像陶瓷的肌膚，是一個絕世美少女。非常喜歡大兔。
紅月光（聲優：小野大輔 / 中村悠一、田村睦心（幼年））
日向的雙胞胎哥哥。為「天魔」雙頭烏鴉的左頭。是惡魔安藤美雷的主人，亦與管理「聖地」的莉兒訂下契約。屬於1年9組，為宮坂高校學生會會長。一頭漆黑的頭髮，身穿漆黑的宮阪高中立領制服，連領口鈕扣都整齊規矩地扣上。五官端正，一對冰冷的眼眸讓人感覺不出有絲毫幼稚的情緒存在，極受女性歡迎。非常的自我中心，常自稱自己為「天才」。
與大兔一樣，無論情況有多惡劣他也能樂觀對待，永不放棄，亦因此受日向崇拜。表面性格惡劣，實際很會關心他人，即使在「天魔」的面前也能說出他不會背叛他的同伴。「軍方」認為月光的才能在黑守之上，是不能失去的人。在「軍方」毀滅後，月光與黑守決定重新建立一個新的「軍方」。持有一把除「天魔」和「天魔使者」以外的所有生物都能消滅的「凶劍」（Spell Error）。於十三卷中因抵受不了<幸福>的孤獨而想自殺的心而創造出<上古魔女>,後被大兔取回意識,重寫預言。
安藤美雷（聲優：斎藤千和 / 野水伊織）
本名是安度的米雷，為雷神安度（因陀羅）的後裔，是安度的絲克拉德的女兒。跟紅月光訂下契約的惡魔，封印狀態下的美雷只有原本的三成力量，要解開封印必須月光吻美雷。屬於宮坂高校1年4組，為宮坂高校學生會委員。封印狀態下美雷的頭髮跟眼睛的顏色都呈現黑色，解開封印後美雷擁有一對發出金色光芒的眼睛，頭髮變成金色的同時會飛舞在空中，並會有像漩渦般不停發出火花的閃電在她身上。非常喜歡喝Dr·Pepper。有點天然呆。
根據「預言」美雷會喜歡上月光，並且會哭喊著要殺死魔女，毀滅世界。
碧水泉（聲優：─ / 堀川千華）
屬於宮坂高校1年5組，為宮坂高校學生會委員。是個非常聰明的人。擁有一頭染成金色的短髮，裙子更是短到不能再短。經常性吸煙，假若不能吸煙便會含著棒棒糖。自稱不良少女，有傳聞說她跟學校裡的不良少年少女經常一起。
腦內有腫瘤，這腫瘤會使泉於十八歲那年死亡，醫生表示以現今的科技泉沒救了。
發現了學校裡有種異樣的機制在運作，一發生什麼事，便會有人消除老師和學生的記憶。
確信學生會內裡有異樣。偷偷摸摸地查起「軍方」的秘密，可是被黑守發現，黑守指泉那麼想死就加入學生會，泉便加入學生會。泉最初加入學生會時月光非常不滿，月光便和泉比考試，泉和月光的成績不分上下，可惜月光家政科的成績只有四十七分，泉獲得了滿分，於是泉正式加入了學生會。
在獵捕上古龍時賽爾裘保護泉而受了重傷，泉不希望再害同伴受傷，於是請希梅亞幫泉調整腦部好讓泉能更純熟地施展魔法，此時希梅亞發現了泉腦內的腫瘤，泉要求希梅亞不要跟任何人說，希梅亞答應了。
賽爾裘·恩特略（聲優：─ / 岡本信彥、冨樫和美（幼年））
哈斯格的哥哥，東土艾拉的兒子。屬於宮坂高校的三年級生。擁有一頭柔軟的金色頭髮與溫和的深藍色眼睛，個性溫和，臉上經常掛著有燦爛笑容的爽朗表情，因為外表俊俏和有著紳士的風格，賽爾裘非常受女生歡迎。
賽爾裘的能力是可以封印任何詛咒與魔法，當賽爾裘使用力量的時候，手掌周圍的空間會變成黑色，額頭上會冒出一支黑色的角。賽爾裘是精靈族與某種族結合而成的混血兒，亦因此他和弟弟都遭受精靈族的歧視。恩特略這個姓氏是一種讓他與哈斯格絕對無法違逆人類組織的詛咒。和弟弟一起工作的職業為「封·解咒師」（Spell Breaker）。
接到時雨遙的委託，要消除遙的記億和封印賽托希梅亞，於是便製造一連串事件。當他們封印希梅亞的委託失敗後，賽爾裘與哈斯格受大兔的好人性格吸引與影響，做任何事都永不放棄，決定找出可以讓東土艾拉恢復的方法，並因此進入人類世界，加入「軍方」。
加入學生會後接到第一個任務是黑守要他們測試月光的忍耐力。月光輸給黑守時，月光欲與恩特略兄弟一起挑戰黑守，而黑守故意挑釁了恩特略兄弟，恩特略兄弟挑戰黑守，可是在見識到黑守的力量後便自動投降，並得知「軍方」已經能獵捕上古龍，賽爾裘與月光一樣認為利用黑守的知識來修行對他自己會非常有利，便接受了黑守提出的暑假強化集訓。學生會成員完成暑假強化集訓後，得知大兔出了意外，於是他們按照「軍方」的計劃拯救大兔，在獵捕上古龍時賽爾裘為了保護泉而受了重傷，於是便前往「軍方」的第二階層治療，治療好後便返回學生會室。
哈斯格·恩特略（聲優：─ / 鈴村健一、平田真菜（幼年））
賽爾裘的弟弟，東土艾拉的兒子。屬於宮坂高校的二年級生。他有著深藍色的頭髮，以及狼一般銳利的金色眼睛。與哥哥賽爾裘相反，做事較粗暴，不過與賽爾裘一樣都受女性歡迎。
哈斯格的能力是可以解除任何詛咒與魔法，當哈斯格使用力量的時候，拳頭周圍會變成紅色，額頭上會冒出一支黑色的角。他擁有的力量極為強大，沒有賽爾裘在旁定期幫他封住這股力量，他會連自己的模樣都沒有辦法維持住。哈斯格是精靈族與某種族結合而成的混血兒，亦因此他和哥哥都遭受精靈族的歧視。恩特略這個姓氏是一種讓他與賽爾裘絕對無法違逆人類組織的詛咒。和哥哥一起工作的職業為「封·解咒師」（Spell Breaker）。
接到時雨遙的委託，要消除遙的記億和封印賽托希梅亞，於是便製造一連串事件。當他們封印希梅亞的委託失敗後，哈斯格與賽爾裘受大兔的好人性格吸引與影響，做任何事都永不放棄，並決定找出可以讓東土艾拉恢復的方法，並因此進入人類世界，加入「軍方」。
加入學生會後接到第一個任務是黑守要他們測試月光的忍耐力。月光輸給黑守時，月光欲與恩特略兄弟一起挑戰黑守，而黑守故意挑釁了恩特略兄弟，恩特略兄弟挑戰黑守，可是在見識到黑守的力量後便自動投降，並得知「軍方」已經能獵捕上古龍，哈斯格便跟隨哥哥一起接受了黑守提出的暑假強化集訓。學生會成員完成暑假強化集訓後，得知大兔出了意外，於是他們按照「軍方」的計劃拯救大兔，在獵捕上古龍時賽爾裘為了保護泉而受了重傷，於是便陪同賽爾裘前往「軍方」的第二階層，賽爾裘治療好後便返回學生會室。

### 軍方
黑守·菲利葉·優一（聲優：石田彰 / 諏訪部順一）
「軍方」派遣至學生會的管理官，為前七代的宮坂高校學生會長。別名克洛斯·菲利葉·優一（其實黑守和克洛斯相同發音）。眉清目秀，戴著只有在60年代黑幫電影裡出現的圓框眼鏡跟一雙白手套，穿著白襯衫加紅領帶，還有一條條紋有那麼一點搶眼的長褲，是個混血美男子。
非常喜歡吸煙。因為衣著問題和經常偷偷摸摸站到人家背後，黑守都被他人說他沒品味。無論近身格鬥，魔法，甚至幻術，黑守都樣樣皆精。沒有實體，實力極強，希梅亞、日向和阿斯塔羅特都認為黑守不是人類。黑守實際上是「軍方」的創辦人。其目的貌似要消除世上所有絕望，然後由他完成魔法「幸福」。為月光和大兔以外，唯一成功改變預言的人，把預言中的末日推遲六年，但因為「軍方」的滅亡而白費。目前與月光一起建立新的「軍方」。
莉兒
管理著位於宮坂高校學生會室「聖地」的魔女，是與希梅亞不同種類的魔女。擁有一頭及膝的直黑髮，身上穿著類似和服的黑色服飾，而皮膚則像雪一樣潔白。實力強得有足夠的力量殺死阿斯塔羅德。
莉兒看不到十八歲或以上的人，因此只有十八歲以下的人才能跟她訂下契約。只聽命她的契約者，目前正與月光訂下契約。莉兒管理著的「聖地」十分特殊，這個「聖地」被叫做「制地」，無論任何地方、次元她都能透過「路徑」到達，即使目的地有結界保護也能到達。一旦非契約者的人妄圖使用這個「聖地」，她便會不留情地排除入侵者。莉兒認為這個世界的一切，都受到某種特殊的魔法支配。
「天魔」入侵校園事件中，希梅亞曾企圖強行動用位於學生會室的「聖地」，對此莉兒使用連希梅亞都無法解析的魔法攻擊希梅亞，最後在月光的命令下莉兒才解除魔法。 當莉兒發現了時雨遙被帶出另一個世界時，她幫助月光在時雨遙的身上做個記號，這記號後來讓希梅亞發現。 黑守與日向在學生會室開打時，日向想強行動用「聖地」的力量，對此莉兒強行拉日向進入次元裂縫，並準備殺死阿斯塔羅特時，阿斯塔羅特見自己的意識正被黑守取代和她的主人日向不在，她便撤退。

### 月亮外側的神
時雨遙（聲優：早見沙織 / 美名）
屬於宮坂高校1年3組。大兔的兒時朋友。喜歡大兔。

### 天魔
紅日向（聲優：福山潤 / 同左）
月光的雙胞胎弟弟。為「天魔」雙頭烏鴉的右頭。是「天魔」中的「西方之魔」的使者，亦是一些「天魔使者」的主人，同時是惡魔阿斯塔羅特的主人，此外亦與很多強大的惡魔訂下契約。雖然如此但日向十分討厭惡魔。有著一頭漆黑的頭髮，他那一對發出冰冷光芒的黑色眼睛不像月光眼神中那種孩子氣、充滿希望的光芒，日向的眼睛沒有任何情緒的顏色，只有瘋狂與絕望，而他臉上的表情永遠都像死人般耗損殆盡似的。
日向天生就聰明得令人難以置信。日向小時候已經看透世界是怎麼運作的，已經看出世界是以正常人看不見的機制運作著。他很快便能和「天魔」說話，後來還學會使用魔法、使役惡魔，就連解讀「預言」也難不到他，他對任何事全都不費吹灰之力。他當時十分討厭錯以為自己是天才的月光，月光說一切都被他看透，所以他對世界絕望了。

### 上古魔法師
巴爾思庫拉（聲優：子安武人 / ─）
「幸福」的創造者。為賽託希梅亞創造出來的第二人格。實際上是「幸福」第一階階段發動時出現的人格，即使是賽託希梅亞以外的人，只要發動「幸福」就會出現亦不一定在賽託希梅亞身上出現。

#### 魔界
安度的絲克拉德
在魔界掌管一切雷電，為目前的雷魔之王。是雷神安度（因陀羅）的後裔，女兒叫安度的美雷。與別西卜別列為魔界第一。絲克拉德擁有一頭如雷電般飛舞在空中的漂亮長髮，一對發出金色光芒的眼睛，身上纏著形狀有如披風的閃電霹哩啪啦作響。在她掌管的領土內會出現雷疾，天空被持續帶電的烏雲遮得漆黑，絕不會有光線射下，非雷神子民的惡魔絕不會靠近她的領土。絲克拉德的雷電十分強橫，那是一種連神都碰不得，強得令人難以置信的雷神之力，她殺了「冥咒的撒旦·威斯葉」，實力強得連九年前日向的咒力都無法解析出來。
別西卜·路哈斯
魔界裡的蒼蠅王。擁有一頭深藍色長髮與同樣深藍色的銳利眼睛，儘管他目似劍光，但表情通常都十分平靜。與絲克拉德並列為魔界第一的惡魔。
透過「預言」得知魔界將會被黑兔毀滅後，別西卜與絲克拉德聯手對抗黑兔，別西卜化成蒼蠅從內側咬破了黑兔的身體，但仍然無法傷害黑兔，別西卜保護絲克拉德逃走，但絲克拉德不但沒有逃走而且用盡全力攻擊黑兔，可惜黑色用粉紅色的刀刃輕而易舉地劈開這團雷電並刺穿了絲克拉德的胸口正中央，絲克拉德無法拔出這刀刃，別西卜便絆住黑兔，但黑兔不在意別西卜，黑兔開始撕裂絲克拉德的身體，最後因為月光開出次元裂縫的關係黑兔無法殺死絲克拉德，絲克拉德便因此得救。
阿斯塔羅德
魔界裡的北席大公（Verimu）。擁有一頭純白的頭髮，純白的眼睛，純白的皮膚，穿著黑色的衣服。為日向的契約惡魔，亦是日向戰鬥時的主力。因為日向十分有趣，所以阿斯塔羅德非常中意日向。貌似擁有與絲克拉德不相伯仲的力量，此外她好像十分花痴。
按照日向的指示，在他與安度的絲克拉德交涉的期間從日向的腳下出現，使絲克拉德明白到日向有能力與絲克拉德作出交涉。
日向與黑守對峙的其間，阿斯塔羅德被日向召喚，當她要毀掉宮坂高校的時候，被黑守溶入阿斯塔羅特的體內，阿斯塔羅特的意識漸漸被黑守取代，此時日向企圖強行動用「聖地」的力量，可惜被莉兒強行拉入充滿無數潰爛的手的次元裂縫，阿斯塔羅特見狀後便撒退。
撒旦·威斯葉
被人類認為是魔界第一的惡魔，人稱「冥咒的撒旦·威斯葉」。已經被絲克拉德殺死了。

## 出版書籍

### 小說

#### 本篇
| 冊數 | 日文副標題               | 中文副標題                 | 富士見書房     | 富士見書房             | 台灣角川       | 台灣角川               |
| 冊數 | 日文副標題               | 中文副標題                 | 發售日期       | ISBN                   | 發售日期       | ISBN                   |
| ---- | ------------------------ | -------------------------- | -------------- | ---------------------- | -------------- | ---------------------- |
| 1    |                          | 放學後的900秒              | 2008年11月20日 | ISBN 978-4-8291-3347-7 | 2010年5月14日  | ISBN 978-986-237-605-8 |
| 2    |                          | 〈月亮〉升起的午休時間     | 2009年1月20日  | ISBN 978-4-8291-3367-5 | 2010年6月30日  | ISBN 978-986-237-720-8 |
| 3    |                          | 神秘失蹤的通學路           | 2009年3月20日  | ISBN 978-4-8291-3385-9 | 2010年8月27日  | ISBN 978-986-237-782-6 |
| 4    |                          | 連夜潛逃的學生會室         | 2009年7月18日  | ISBN 978-4-8291-3419-1 | 2010年10月29日 | ISBN 978-986-237-877-9 |
| 5    |                          | 暑假的破滅                 | 2009年9月19日  | ISBN 978-4-8291-3441-2 | 2010年12月29日 | ISBN 978-986-237-965-3 |
| 6    |                          | 缺席的兔子                 | 2010年5月20日  | ISBN 978-4-8291-3523-5 | 2011年4月30日  | ISBN 978-986-287-150-8 |
| 7    |                          | 揮別第二學期               | 2011年1月20日  | ISBN 978-4-8291-3603-4 | 2012年3月9日   | ISBN 978-986-287-598-8 |
| 8    |                          | 魔女、煙火、女校           | 2011年7月20日  | ISBN 978-4-8291-3658-4 | 2012年7月11日  | ISBN 978-986-287-808-8 |
| 9    | 終末を嘆くカラス         | 悲嘆末日的烏鴉             | 2011年12月20日 | ISBN 978-4-8291-3710-9 | 2012年12月22日 | ISBN 978-986-325-076-0 |
| 10   | 校庭で笑う魔女           | 校園中發笑的魔女           | 2012年4月20日  | ISBN 978-4-8291-3750-5 | 2013年5月8日   | ISBN 978-986-325-365-5 |
| 11   | 悪魔と魔女と生徒会長の恋 | 惡魔與魔女與學生會長的戀情 | 2012年11月20日 | ISBN 978-4-8291-3819-9 | 2013年10月9日  | ISBN 978-986-325-644-1 |
| 12   | 初夜と最後の五日間       | 初夜與最後五天             | 2013年5月18日  | ISBN 978-4-8291-3886-1 | 2014年4月3日   | ISBN 978-986-325-890-2 |
| 13   | 最後の生徒会             | 最後的學生會               | 2013年12月20日 | ISBN 978-4-04-712969-6 | 2014年9月18日  | ISBN 978-986-366-119-1 |

#### 高校篇
- 紅月光的學生會室（紅月光の生徒会室）

| 冊數 | 富士見書房     | 富士見書房             |
| 冊數 | 發售日期       | ISBN                   |
| ---- | -------------- | ---------------------- |
| 1    | 2010年2月20日  | ISBN 978-4-8291-3488-7 |
| 2    | 2010年10月20日 | ISBN 978-4-8291-3573-0 |
| 3    | 2011年4月20日  | ISBN 978-4-8291-3630-0 |
| 4    | 2011年9月17日  | ISBN 978-4-8291-3678-2 |
| 5    | 2012年7月25日  | ISBN 978-4-8291-3780-2 |

### 漫畫
- 《天魔黑兔》

作畫由あさひな栞負責。單行本全6卷。
| 冊數 | 富士見書房    | 富士見書房             | 台灣角川       | 台灣角川               |
| 冊數 | 發售日期      | ISBN                   | 發售日期       | ISBN                   |
| ---- | ------------- | ---------------------- | -------------- | ---------------------- |
| 1    | 2010年6月9日  | ISBN 978-4-04-712667-1 | 2011年6月24日  | ISBN 978-986-287-139-3 |
| 2    | 2011年2月9日  | ISBN 978-4-04-712711-1 | 2012年2月1日   | ISBN 978-986-287-563-6 |
| 3    | 2011年7月9日  | ISBN 978-4-04-712734-0 | 2012年3月31日  | ISBN 978-986-287-615-2 |
| 4    | 2011年10月8日 | ISBN 978-4-04-712750-0 | 2012年8月15日  | ISBN 978-986-287-882-8 |
| 5    | 2012年4月9日  | ISBN 978-4-04-712787-6 | 2012年12月12日 | ISBN 978-986-325-108-8 |
| 6    | 2012年8月9日  | ISBN 978-4-04-712817-0 | 2013年2月23日  | ISBN 978-986-325-209-2 |

- 《天魔黑兔高校篇 紅月光的學生會室》（いつか天魔の黒ウサギ高校編 紅月光の生徒会室）

作畫由今田秀士負責。單行本全2卷。
| 冊數 | 角川書店       | 角川書店               | 長鴻出版社     | 長鴻出版社           |
| 冊數 | 發售日期       | ISBN                   | 發售日期       | EAN                  |
| ---- | -------------- | ---------------------- | -------------- | -------------------- |
| 1    | 2011年7月26日  | ISBN 978-4-04-715757-6 | 2013年7月4日   | EAN 471-5409-85917-8 |
| 2    | 2011年12月26日 | ISBN 978-4-04-120052-0 | 2013年10月10日 | EAN 471-5409-85918-5 |

- 《天魔大兔》（いつか天魔の大うさぎ）

作畫由たにたけし負責。單行本全1卷。
| 冊數 | 富士見書房    | 富士見書房             |
| 冊數 | 發售日期      | ISBN                   |
| ---- | ------------- | ---------------------- |
| 全   | 2011年10月8日 | ISBN 978-4-04-712753-1 |

- 《曾幾何時斬殺天魔的魔女》（いつか天魔を斬る魔女）

作畫由江戸屋ぽち負責。單行本全2卷。
| 冊數 | 角川書店       | 角川書店               |
| 冊數 | 發售日期       | ISBN                   |
| ---- | -------------- | ---------------------- |
| 1    | 2011年12月26日 | ISBN 978-4-04-120053-7 |
| 2    | 2012年7月26日  | ISBN 978-4-04-120319-4 |

## 電視動畫
2011年7月8日在埼玉電視台播放。

### 製作人員
- 原作 - 鏡貴也
- 原作插圖 - 榎宮祐
- 監督 - 山本天志
- 系列構成 - 森田繁
- 腳本 - 網谷正治、吉村清子、大知慶一郎
- 分鏡 - 川崎逸朗、宮崎なぎさ、新田靖成、藤澤紗紗
- 角色設計 - 磯野智
- 總作畫監督 - 磯野智、櫻井正明
- 設計作品 - 瀨川真矢、岩永悦宜
- 美術設定 - 青木薰
- 美術監督 - 小濱俊裕
- 色彩設計 - 品地奈奈繪
- 攝影監督 - 中村雄太
- 編輯 - 平木大輔
- 音響監督 - 岩浪美和
- 音樂監製、音樂 - 小森茂生
- 音樂制作 - Frontier Works
- 製片人 - 假面P Mask de Tenma
- 動畫制作 - ZEXCS
- 製作 - 宮阪高校學生会

### 主題曲
片頭曲〈Once〉（第1話未使用）
作詞 - 岩里祐穂 / 作曲 - 清水武仁 / 編曲 - 小森茂生 / 歌 - 原田瞳
片尾曲
（第1話、第2話、第4話、第7話、第12話）
作詞 - 天野月 / 作曲、編曲、歌 - 志方晶子
〈Sparkling Kiss〉（第3話、第8話、第13話）
作詞 - 稲葉エミ / 作曲、編曲 - eba / 歌 - 安藤美雷（野水伊織）
〈Strawberry Eyes〉（第5話、第6話、第10話）
作詞 - 稲葉エミ / 作曲、編曲 - yamazo / 歌 - 賽托希梅亞（高本惠）
〈Secret Tears〉（第9話）
作詞 - 稲葉エミ / 作曲、編曲 - eba / 歌 - 時雨遥（美名）
印象曲
作詞 - 岩里祐穂 / 作曲 - 吉木絵里子 / 編曲 - 小森茂生 / 歌 - 原田瞳

### 各話列表
| 话数   | 标题                                    | 剧本       | 分镜               | 演出     | 作画监督                               | 总作画监督       |
| ------ | --------------------------------------- | ---------- | ------------------ | -------- | -------------------------------------- | ---------------- |
| 第1話  | 900秒的放學後〈前篇〉                   | 森田繁     | 山本天志           | 新田靖成 | 西尾公伯、高橋敦子、藤原未來夫         | 磯野智           |
| 第2話  | 900秒的放學後〈後篇〉                   | 網谷正治   | 川崎逸朗           | 川崎逸朗 | 伊藤美奈、野道佳代、杉本智子           | 櫻井正明         |
| 第3話  | 月光搖曳的泳池邊                        | 森田繁     | 宮崎渚             | 佐藤和磨 | 松本朋之                               | 磯野智、近藤優次 |
| 第4話  | 如今天魔已不被傳頌                      | 大知慶一郎 | 川崎逸朗           | 徐惠真   | 山村俊了、北川大輔                     | 磯野智           |
| 第5話  | 所以天魔、繼續被傳頌                    | 吉村清子   | 新田靖成           | 新田靖成 | 瀧本祥子、山本篤史、北川大輔           | 櫻井正明         |
| 第6話  | 擦身而過的《課外》教學                  | 大知慶一郎 | 藤澤紗紗           | 藤澤紗紗 | 伊藤美奈、杉本智子                     | 磯野智           |
| 第7話  | 突襲考試的新班導師                      | 網谷正治   | 川崎逸朗           | 中山敦史 | 北川大輔                               | 八尋裕子         |
| 第8話  | 全員補習的學生會室                      | 森田繁     | 宮崎渚             | 丸山由太 | 近藤優次、松本朋之                     | 磯野智、近藤優次 |
| 第9話  | 海灘邊的黑兔                            | 吉村清子   | 宮崎渚             | 徐惠真   | 小島彰、山村俊了、北川大輔             | 磯野智           |
| 第10話 | 失蹤的同學                              | 大知慶一郎 | 真菜陽             | 藤澤紗紗 | 高橋敦子、伊藤美奈                     | 櫻井正明         |
| 第11話 | 暑假的大災難                            | 森田繁     | 山本天志、川崎逸朗 | 新田靖成 | 山本篤史、野道佳代、瀨川真矢、北川大輔 | 磯野智           |
| 第12話 | 模糊的白色結業式                        | 網谷正治   | 宮崎渚             | 中山敦史 | -                                      | 八尋裕子         |
| 第13話 | 心靈轉移的上學日~School attendance day~ | 森田繁     | 山本天志、川崎逸朗 | 福井俊介 | 北川大輔、伊部由起子、島澤範子         | 磯野智           |

### 播放電視台
日本深夜動畫：下文記載的日本国内播放時間使用日本標準時間（UTC+9）表示。因為部分時間标识會採用30小时制，因此請留意这类超过24:00的时间，其實際播放時間為翌日清晨。
| 播放地區 | 電視台         | 播放日期               | 播放時間                  | 所屬電視網 |
| -------- | -------------- | ---------------------- | ------------------------- | ---------- |
| 埼玉縣   | 埼玉電視台     | 2011年7月8日－9月23日  | 星期五 25時05分－25時35分 | 獨立UHF局  |
| 岐阜縣   | 岐阜放送       | 2011年7月11日－9月26日 | 星期一 25時45分－26時15分 | 獨立UHF局  |
| 千葉縣   | 千葉電視台     | 2011年7月11日－9月26日 | 星期一 26時00分－26時30分 | 獨立UHF局  |
| 京都府   | 京都放送       | 2011年7月12日－9月27日 | 星期二 25時00分－25時30分 | 獨立UHF局  |
| 三重縣   | 三重電視台     | 2011年7月12日－9月27日 | 星期二 26時50分－27時20分 | 獨立UHF局  |
| 神奈川縣 | 神奈川電視台   | 2011年7月13日－9月28日 | 星期三 25時45分－26時15分 | 獨立UHF局  |
| 東京都   | 東京都會電視台 | 2011年7月13日－9月28日 | 星期三 26時00分－26時30分 | 獨立UHF局  |
| 福岡縣   | TVQ九州放送    | 2011年7月13日－9月28日 | 星期三 26時48分－27時18分 | 東京電視網 |
| 兵庫縣   | SUN電視台      | 2011年7月14日－9月29日 | 星期四 24時35分－25時05分 | 独立UHF局  |
| 日本全域 | NICONICO動畫   | 2011年7月15日－9月30日 | 星期五 26時00分更新       | 網絡電視   |

## 遊戲
角川遊戲於2011年12月22日發售PlayStation Portable遊戲《天魔黑兔 Portable》。

## 外部連結
- http://www.itsu-ten.jp/（页面存档备份，存于）（日語）
- 富士見天魔黑兔專頁（日語）
- 廣播劇CD網頁（日語）
- http://kadokawa-anime.jp/itsu-ten/（页面存档备份，存于）（日語）
- あさひな栞.COM漫畫版作者『あさひな栞』部落格（日語）